# Tourkoleka
Tourkoleka  este un oraș în Grecia în Prefectura Arcadia.